# صلاح الدين الغماري
صلاح الدين الغماري (8 نيسان/أبريل 1970 بمدينة مكناس - 10 كانون الأول/ديسمبر 2020 بمدينة المحمدية) هو إعلامي ومقدم برامج تلفزيونيّة مغربي.

## الحياة المُبكّرة والتعليم
وُلد صلاح الدين الغماري في مدينة مكناس في الثامن من نيسان/أبريل 1970 وترعرع فيها، حيثُ درس في مدارس المدينة المحليّة فكان وهو في القسم الثانوي مسؤولًا عن مجلة الزهور التي كانت تصدر عن الثانوية التي يدرس بها. بدأ صلاح في إتقان اللغة العربية وقواعدها منذ صغره بفضلِ والده، ثمّ انتقل للعمل مع خاله أحمد بالمهدي الحبيب في جريدة السفير المغربيّة ومكناس إكسبريس في بداية التسعينات حينما كان يبلغُ من العمر 20 سنة.

## المسيرة المهنيّة
بدأ صلاح الدين الغماري مسيرتهُ المهنيّة في سنٍّ مبكّرةٍ حيثُ اختار التكوين في الصحافة السمعية البصرية ثمّ اهتمَّ أكثر بالميدان الرياضي لكنه سُرعان ما عاد في تخصصه لقسم تقديم الأخبار والبرامج التلفزيونيّة. أكمل الغماري دراسته العليا في روسيا حيثُ عمل هناك بالقناة الروسية الرابعة من خلال برنامج «نظرة الآخر»، قبل أن يعود للمغرب مستقرًّا في الدار البيضاء بعد أن قُبل للعمل في القناة الثانية –تُعرف محليًا باسمِ دوزيم– حيثُ انضمَّ للقسم السياسي فيها.
تخصَّصَ صلاح الدين الغماري في تقديم نشرة الأخبار باللغة العربية على القناة الثانيّة، كما قام ببعض التغطيات الصحافية حيثُ شارك موفدًا للقناة في تغطية الزلزال الذي ضرب مدينة الحسيمة سنة 2004. أصبح الغماري مع مرور الوقت مقدم أخبارٍ رئيسيًّا في القناة الثانيّة، ثمّ زادت شهرته حينما بدأ في تقديم برنامج «أسئلة كورونا» وهو برنامجٌ خُصِّصَ لأجل تفسير وتوضيح إجراءات حالة الطوارئ الصحية التي فرضها المغرب بسببِ جائحة فيروس كورونا.

## الوفاة
تُوفّيَ  صلاح الدين الغماري مساء يوم الخميس العاشر من كانون الأول/ديسمبر 2020 ميلاديّا، الموافق 25 ربيع الآخر 1442 هجريّا عن عمر ناهز 50 عامًا،  وكانت قناة دوزيم أول من أعلنت خبر وفاة الإعلامي المغربيّ بمنشورٍ على صفحتها الرسميّة بموقع فيسبوك وتغريدة على صفحتها الرسميّة على تويتر جاء فيها: «ببالغ الأسى والحزن تلقينا خبر وفاة زميلنا الإعلامي المتميز صلاح الدين الغماري. رِحَم الله الفقيد ... وداعًا صلاح.»